# Geodia nilslindgreni
Geodia nilslindgreni är en svampdjursart som beskrevs av Rob W.M. Van Soest & John N.A. Hooper 2020. Geodia nilslindgreni ingår i släktet Geodia och familjen Geodiidae. Arten är uppkallad efter den svenske zoologen Nils Gustaf Lindgren.